# Keynote
A Keynote az Apple iWork programcsomagjának egyik – prezentáció-készítő – eleme. Futtatásához Macintosh számítógépen Mac OS X operációs rendszer, iPad-en vagy iPhone-on (illetve iPod touch-on) iOS operációs rendszer szükséges. A Keynote netes változata elérhető bármilyen platformról böngésző használatával is, ekkor használathoz Apple ID szükséges.
A Macintosh számítógépen futó Keynote alkalmazást 2003. január 7-én mutatta be az Apple. A szoftver 2009. január 6. óta az akkor bemutatott iWork csomag (Pages, Keynote, Numbers) része.
Az iOS eszközök közül elsőként az iPadre érkezett meg a Keynote 2010. január 7-én, ekkortól lehetett a Keynote dokumentumot az Apple felhőjébe, az iCloud tárhelyre is menteni. 2011. május 31-én a Keynote-ot iPhone-on és iPod touchon tette elérhetővé az Apple.
2016-ban a Keynote elérhető lett netes alkalmazásként, futtatásához csak egy böngésző és Apple ID szükséges. Az iCloudon tárolt Keynote dokumentum egyidejű szerkesztésre megosztható más felhasználóval. Speciális megoldásként egy Maces lejátszott Keynote prezentáció több iOS eszközön is követhető nem szerkeszthető üzemmódban.
Fontos megjegyezni, hogy a Maces, iOS-es és a netes verzió képességei eltértek egymástól. A különbségek folyamatosan csökkennek.

## Történet
A programot az Apple házi használatra készítette, Steve Jobs és vezető társai használták előadások tartására. A felhasználók felől érkező igény hatására 2003-ban termékké tették a Keynote-ot,. A program egyértelműen a Microsoft PowerPoint vetélytársává vált Maces platformon, a Keynote valódi háromdimenziós grafikonkészítést kínált.
2005-ben az Apple bemutatta a Pagest  (dokumentumszerkesztő/asztali kiadványszerkesztés), majd 2006-ban a két szoftvert csomagban, iWork '06 néven kezdte forgalmazni. A Keynote képessé vált HD minőség előállítására, objektumok együttes átméretezésére, több-hasábos szöveg kezelésére, szabálytalan alakzattal végzett kép-maszkolásra. 2007 őszén az iWork '08 részeként mutatták be a Keynote 4.0, ekkor vált az iWork csomag részévé a Numbers táblázatkezelő alkalmazás. A legfrissebb Keynote verziószáma hetes, ezt az Apple az iWork  tagjaként mutatta be 2016-ban.

## Verziók
| Verzió | Megjelenés           | Változás |
| ------ | -------------------- | --- |
| 1.0    | 2003. január 7.      | Első bemutatás. |
| 1.1    | 2003. június 4.      | Teljesítmény és hatékonyság növelő frissítések. |
| 1.1.1  | 2003. október 28.    | További teljesítmény és hatékonyság növelő frissítések, barátságosabb kezelőfelület. |
| 2.0    | 2005. január 11.     | Az iWork '05 csomag elemeként mutatja be az Apple. Új áttűnések, animációk, 20 új sablon, új előadót támogató eszközök, export-import bővítés, köztük a Flash. |
| 2.0.1  | 2005. március 21.    | Apróbb javítások. |
| 2.0.2  | 2005. május 25.      | Apróbb javítások. |
| 3.0    | 2006. január 10.     | Az új verziót az iWork '06 csomag elemeként mutatja be az Apple. Új áttűnések, animációk és sablonok. A program fut a PowerPC és Intel processzoros Macre optimalizáltan is. |
| 3.0.1  | 2006. április 4.     | A háromdimenziós grafikonok textúrázási hibája került kijavításra. |
| 3.0.2  | 2006. szeptember 28. | A Kenyote és az Aperture 1.5 kompatibilitási hibái kerültek kijavításra. |
| 4.0    | 2007. augusztus 7.   | Az új verziót az iWork '08 csomag elemeként mutatja be az Apple. Új szöveg-effektek, áttűnések, Instant Alpha (intelligens maszkolás), Smart Build (félautomatikus prezentációkészítés). |
| 4.0.1  | 2007. szeptember 27. | Teljesítmény és hatékonyság növelő frissítések. |
| 4.0.2  | 2008. január 29.     | Teljesítmény és hatékonyság növelés megtekintés és exportálás során. |
| 5.0    | 2009. január 6.      | Az új verziót az iWork '09 elemeként mutatja be az Apple. Új grafikon-animációk. A prezentáció vezérelhető iPhone, iPod touch vagy iPad alkalmazással is. |
| 5.0.1  | 2009. március 26.    | A Keynote fájl törlése, prezentációk közti másolás és az áttűnés szerkesztés során tapasztalat hibák megoldása. |
| 5.0.2  | 2009. május 28.      | Mentés során jelentkező hiba megoldása. Az ismételten vetített prezentáció során tapasztalt hiba megoldása. |
| 5.0.3  | 2009. szeptember 28. | Teljesítményjavítás a fogd és vidd szerkesztésnél és az animációkészítésnél. Jobb együttműködés az iLife GarageBand alkalmazással. |
| 5.0.4  | 2010. szeptember     | Hibajavítások |
| 5.0.5  | 2011. január         | A Safari legfrissebb verziójával megnyitott iWork.com oldalon lejátszhatóvá vált az oda feltöltött Keynote prezentáció. A Safarival nézett oldalba beágyazott Keynote prezentáció is lejátszhatóvá lett. (Ez a lehetőség az iWork.com oldal bezárásával (2012. július 31.) megszűnt. A verziót optimalizálták a retina felbontású eszközökre is.                                                                 |
| 5.1    | 2011. július 20.     | Mac OS X Lion kompatibilitás. Az operációs rendszer kínálta szolgáltatások közül a Keynote használja a teljes kijelzős üzemmódot, az automatikus mentést és a verziók kezelését. Javítottak a Microsoft Office kompatibilitáson. Két új dián belüli megjelenés/eltűnés: Anvil és Fall Apart. Megszűnt az alfa-csatornás áttetszőséget biztosító mozi mentési lehetőség – a mozi egyetlen képpontja sem átlátszó. |
| 5.1.1  | 2011. december 1.    | Hibajavítások. Megoldják, hogy a Lion extrém nagy Keynote állományokat is képes legyen összeomlás nélkül kezelni. |
| 5.2    | 2012. július 25.     | iCloud támogatás. Diktálási lehetőség. Retina kijelző kihasználása. |
| 5.3    | 2012. december 4.    | iOS7 alatti futtatás biztosítása |
| na     | 2013. ősz            | A Keynote (a Pages-hez és a Numbers-höz hasonlóan) az Apple iCloud netes felületéről is elérhető. |
| 6.0    | 2013. október 22.    | Az Apple bejelentette, hogy a Keynote – a többi iWork és iLife alkalmazáshoz hasonlóan – ingyen letölthető az Apple OS és iOS eszközeire. |
| 7.0    | 2016. szeptember     | macOS Sierrea kompatibilis verzió. Az iCloudra feltöltött prezentáció másokkal megosztható szerkesztésre vagy csak megtekintésre. Egy ablakban több prezentáció is megnyitható (füleken). |
| 7.1    | 2017. március 27.    | Újdonságok: kis kördiagramm-cikkely feliratozási mód bővítése; Yahoo árfolyam adatok lekérdezése függvényekkel; prezentáció megosztása Medium és WordPress oldalakkal egyszerűen, más szájtokkal bonyolultan (5.0.5. verzióban volt képesség tért vissza). |

Az iOS és webes változat tudása jellemzően kevesebb, kis részben eltér a Macintoshon futó Keynote-étől.

## Lásd még
- prezentációkészítő
- PowerPoint
- Pages
- Numbers
- iWork